# Hasan Kabze
Hasan Salih Kabze (ur. 26 maja 1982 w Ankarze) – piłkarz turecki grający na pozycji ofensywnego pomocnika lub napastnika.

## Kariera klubowa
Karierę piłkarską Kabze rozpoczął w drużynie Bucasporu z miasta Izmir. W 2000 roku zadebiutował w jej barwach w rozgrywkach drugiej ligi tureckiej i spędził w niej dwa lata zdobywając w tym okresie 14 bramek. W 2002 roku Hasan odszedł do drużyny Çanakkale Dardanelspor, wywodzącej się z miasta Çanakkale. Tu także występował w drugiej lidze i zawodnikiem klubu był do końca 2004 roku.
W rundzie jesiennej sezonu 2004/2005 Kabze zdobył 12 goli, co wzbudziło zainteresowanie szefów Galatasaray SK. Wiosną 2005 przeszedł do tego klubu i 4 lutego zadebiutował w pierwszej lidze tureckiej w wygranym 5:1 domowym spotkaniu z Gaziantepsporem, w którym zdobył piątego gola dla swojej drużyny. W Galatasaray pełnił rolę rezerwowego dla Hakana Şüküra, Necati Ateşa, a także Ümita Karana. W 2005 roku zdobył z Galatasaray Puchar Turcji, a w sezonie 2005/2006 wywalczył swoje pierwsze w karierze mistrzostwo Turcji. Do końca sezonu 2006/2007 rozegrał dla "Cimbom" 54 ligowe mecze i zdobył 16 goli.
Latem 2007 roku Kabze przeszedł do rosyjskiej drużyny Rubinu Kazań. Swój debiut w Premier Lidze zaliczył 19 sierpnia w meczu z FK Rostów (1:1). Do końca sezonu zdobył 4 gole w lidze. W 2008 roku strzelił 2 bramki w Premier Lidze i przyczynił się do wywalczenia pierwszego w historii klubu mistrzostwa Rosji. Mistrzostwo zdobył również w 2009 roku.
Latem 2010 roku Kabze trafił do francuskiego Montpellier HSC. W latach 2012–2013 grał w Ordusporze, a latem 2013 przeszedł do Konyasporu. W 2015 został zawodnikiem Akhisar Belediyesporu.
| Sezon   | Klub            | Kraj    | Rozgrywki    | Mecze | Bramki | Rozgrywki Europy   | Mecze | Bramki |
| ------- | --------------- | ------- | ------------ | ----- | ------ | ------------------ | ----- | ------ |
| 2000/01 | Bucaspor        | Turcja  | II liga      | 27    | 5      | -                  | -     | -      |
| 2001/02 | Bucaspor        | Turcja  | II liga      | 26    | 9      | -                  | -     | -      |
| 2002/03 | Dardanelspor    | Turcja  | II liga      | 33    | 11     | -                  | -     | -      |
| 2003/04 | Dardanelspor    | Turcja  | II liga      | 19    | 2      | -                  | -     | -      |
| 2004/05 | Dardanelspor    | Turcja  | II liga      | 18    | 12     | -                  | -     | -      |
| 2004/05 | Galatasaray SK  | Turcja  | Süper Lig    | 14    | 7      | -                  | -     | -      |
| 2005/06 | Galatasaray SK  | Turcja  | Süper Lig    | 18    | 6      | -                  | -     | -      |
| 2006/07 | Galatasaray SK  | Turcja  | Süper Lig    | 22    | 3      | Liga Mistrzów UEFA | 1     | 0      |
| 2007    | Rubin Kazań     | Rosja   | Premier Liga | 11    | 4      | -                  | -     | -      |
| 2008    | Rubin Kazań     | Rosja   | Premier Liga | 23    | 2      | -                  | -     | -      |
| 2009    | Rubin Kazań     | Rosja   | Premier Liga | 14    | 2      | -                  | -     | -      |
| 2010    | Rubin Kazań     | Rosja   | Premier Liga | 5     | 0      | -                  | -     | -      |
| 2010/11 | Montpellier HSC | Francja | Ligue 1      | 22    | 0      | Liga Europy UEFA   | 2     | 0      |
| 2011/12 | Montpellier HSC | Francja | Ligue 1      | 1     | 0      | -                  | -     | -      |
| 2011/12 | Orduspor        | Turcja  | Süper Lig    | 14    | 3      | -                  | -     | -      |
| 2012/13 | Orduspor        | Turcja  | Süper Lig    | 25    | 5      | -                  | -     | -      |
| 2014/15 | Konyaspor       | Turcja  | Süper Lig    | 26    | 6      | -                  | -     | -      |

Stan na: 24 maja 2014 r.

## Kariera reprezentacyjna
W reprezentacji Turcji Kabze zadebiutował 12 kwietnia 2006 roku w zremisowanym 1:1 wyjazdowym spotkaniu z Azerbejdżanem. W 78. minucie meczu zdobył pierwszego gola w kadrze narodowej. Swoje drugie trafienie w reprezentacji zaliczył w maju 2006 w meczu z Belgią (3:3).